# 752 TCN
752 TCN là một năm trong lịch La Mã.